# Мюнхен-Рим
Міжнародний аеропорт Мюнхен-Рім (IATA: MUC, ICAO: EDDM) — міжнародний аеропорт Мюнхена, що функціонував до відкриття нового мюнхенського аеропорту у 1992 році. Побудований у 1936 році за проектом архітектора Ернста Загебіля. У листопаді 1949 року було збудовано нову ЗПС довжиною 1900 метрів. 6 лютого 1958 року під час зльоту з аеропорту розбився літак Airspeed AS.57 Ambassador із футболістами команди «Манчестер Юнайтед». Загинуло 23 особи, з них вісім футболістів. Аеропорт Мюнхен-Рим було зачинено 16 травня 1992 року. До 1994 року в першому терміналі була обладнана сцена та проводились рок-концерти, саме тут востаннє грала Nirvana.
Назва пов'язана з районом Мюнхена, який носить назву Трудерінг-Рім (нім. Trudering-Riem), лише за написанням українською, назва схожа на назву столиці Італії.
В даний час на колишній території аеропорту розташоване виставкове містечко Messestadt Riem, яке включає виставкові комплекси, зони рекреації, торгові центри.